# Xanthorhoe inamoena
Xanthorhoe inamoena är en fjärilsart som beskrevs av Butler 1879. Xanthorhoe inamoena ingår i släktet Xanthorhoe och familjen mätare. Inga underarter finns listade i Catalogue of Life.